# Leopold Mozart
Johann Georg Leopold Mozart (Augsburgo, Sacro Imperio Romano Germánico, 14 de noviembre de 1719-Salzburgo, Arzobispado de Salzburgo, Sacro Imperio Romano Germánico, 28 de mayo de 1787) fue un compositor, director, profesor y violinista. Es conocido particularmente por su participación en la educación de su hijo Wolfgang Amadeus Mozart y por la publicación de su libro Versuch einer gründlichen Violinschule (Tratado completo sobre la técnica del violín), publicado en Augsburgo en 1765 y traducido a varias lenguas (neerlandés, 1766; francés, 1770; ruso, 1804).

## Biografía

### Juventud y años de estudiante
Fue hijo de Johann Georg Mozart (1679-1736), un encuadernador, y su segunda esposa Anna Maria Sulzer (1696-1766). Desde temprana edad cantó como niño de coro de iglesia. Estudió en una escuela jesuita local, el St. Salvator Gymnasium, donde estudió lógica, ciencia y teología graduándose magna cum laude en 1735. Entonces pasó a una escuela más avanzada, St. Salvator Lyceum. Ingresó en la universidad de Salzburgo en 1737 y estudió filosofía y derecho. Recibió el grado de bachiller en filosofía en 1738. No obstante, en septiembre de 1739 fue expulsado de la universidad por su escasa asistencia.
Apareció en producciones teatrales de estudiantes como actor y cantante, además de hacerse un experto violinista y organista. Asimismo desarrolló el interés, que conservaba, en microscopios y telescopios. Aunque sus padres hubiesen preferido que hiciese una carrera como sacerdote católico, parece ser que no era su intención ni deseo.
Sin embargo, en menos de un año se retiró de St. Salvator Lyceum. Luego se trasladó a Salzburgo para reanudar su educación, matriculándose en la Universidad Benedictina para estudiar filosofía y jurisprudencia. En ese momento, Salzburgo era la capital de un estado independiente, el Principado-arzobispado de Salzburgo, que en la actualidad forma parte de Austria. A excepción de los periodos de viajes, permaneció gran parte de su vida allí.

### Temprana carrera como violinista
En 1740 comenzó su carrera como músico profesional, haciéndose violinista y criado de uno de los cánones de la Universidad, Johann Baptist, conde de Thurn-Valsassina y Taxis. Este también fue el año de su primera publicación, Las seis sonatas a tres, Op 1, tituladas Sonate sei da chiesa e da camera, donde el mismo Leopold hizo el trabajo de grabado en cobre. Además, prosiguió componiendo una serie de cantatas de pasión alemanas.

### Matrimonio y familia de Leopold Mozart
A los 28 años se casó con Anna Maria Pertl. Tuvo siete hijos, cinco de los cuales murieron en la infancia. Afortunadamente, sobrevivieron sus dos niños prodigios: Maria Anna Ignatia y Wolfgang Amadeus. Al darse cuenta del talento de sus hijos, disminuyó su actividad creativa y se volcó a su instrucción.
Un año después de su boda, Leopold fue nombrado compositor de la corte del arzobispo de Salzburgo Sigismund von Schrattenbach. Anteriormente había servido en la corte del arzobispo como violinista, puesto que consiguió gracias a la ayuda de su maestro Eberlin.
A los seis años, su hijo Wolfgang era ya intérprete avanzado de instrumentos de tecla y eficaz violinista, a la vez que hacía gala de una extraordinaria capacidad para la improvisación y la lectura de partituras. Todavía hoy se interpretan cinco pequeñas piezas para piano que compuso a esa edad. En 1762 Leopold comenzó a llevar a su hijo de gira por las cortes de Europa.
Durante este periodo, Wolfgang compuso sonatas para violín y clavecín (1763), la primera sinfonía (1764), el oratorio Die Schuldigkeit des ersten Gebots (1767), la ópera bufa La finta semplice (1768) y, en el mismo año, Bastien und Bastienne, su primer singspiel (tipo de ópera alemana con partes recitadas). En 1769 fue nombrado Konzertmeister del arzobispado de Salzburgo. Al año siguiente en Roma el Papa le hizo caballero de la Orden de la Espuela de Oro y le encargaron escribir su primera gran ópera, Mitrídates, rey del Ponto (1770), compuesta en Milán.

### Fallecimiento
Murió el lunes 28 de mayo de 1787 a los 67 años en Salzburgo, sin la compañía de su hijo.
Compuso, entre otras, las siguientes sinfonías:
- Die Bauernhochzeit (Bodas campesinas);
- Musikalische Schlittenfahrt (Viaje musical en trineo);
- Sinfonía Neue Lambacher (Nueva Lambach) en sol mayor;
- Sinfonía burlesca;
- Sinfonía pastorella.

Además escribió conciertos, música de cámara, canciones, cantatas y misas. Se le atribuye la autoría de la Sinfonía de los juguetes, compuesta muy probablemente por el músico benedictino Edmund Angerer (1740-1794), siguiendo una tradición festiva tirolesa.